# Bernhard von Simson
Bernhard Simson, ab 1888 von Simson (* 19. Februar 1840 in Königsberg, Ostpreußen; † 15. August 1915 in Charlottenburg bei Berlin), war ein deutscher Historiker.

## Leben und Wirken
Der Sohn von Eduard Simson, der 1888 in den preußischen erblichen Adelsstand erhoben wurde, ging nach Studien an der Universität Königsberg, wo er 1860 über Einhards Beteiligung an den Reichsannalen promoviert wurde, und an der Berliner Friedrich-Wilhelms-Universität zunächst in den Schuldienst, um dann in den Archivdienst zu wechseln, bevor er 1863 an der Jenaer Universität habilitierte und ab 1874 in Freiburg im Breisgau seine Lebensstellung als Geschichtsprofessor an der Albert-Ludwigs-Universität fand (seit 1874 als Extraordinarius, seit 1877 als ordentlicher Professor).
Simson legte eine Reihe von materialreichen Arbeiten vor allem zur mittelalterlichen Geschichte vor. Er war Mitarbeiter der Monumenta Germaniae Historica und der Allgemeinen Deutschen Biographie. 1887 wurde er als korrespondierendes Mitglied in die Bayerische Akademie der Wissenschaften aufgenommen.
Bernhard von Simson starb am 15. August 1915 im Alter von 75 Jahren in Charlottenburg. Beigesetzt wurde er am 18. August auf dem Berliner Friedhof III der Jerusalems- und Neuen Kirche vor dem Halleschen Tor. Das Grab ist nicht erhalten.

## Schriften
- Über die Annales Enhardi Fuldensis und die Annales Sithienses. Habilitationsschrift Universität Jena 1863.
- Wilibald's Leben des heiligen Bonifazius. Reimer, Berlin 1863
- Urkunden und Actenstücke zur Geschichte des Kurfürsten Friedrich Wilhelm von Brandenburg. Bd. 2. Reimer, Berlin 1865.
- Jahrbücher des fränkischen Reichs unter Ludwig dem Frommen. Zwei Bände. Duncker & Humblot, Berlin 1874/1876 (Nachdruck 1969).
- Über die Beziehungen Napoleons III. zu Preussen und Deutschland. Mohr, Freiburg/Br. 1882.
- (Hrsg.): Jahrbücher des fränkischen Reichs unter Karl dem Großen. Bd. 2. Duncker & Humblot, Berlin 1883.
- Die Entstehung der pseudo-isidorischen Fälschungen in Le Mans. Ein Beitrag zur Lösung der pseudo-isidorischen Frage. Duncker & Humblot, Berlin 1886. (Digitalisat)
- (Hrsg. u. Bearb.): Wilhelm von Giesebrecht / Geschichte der deutschen Kaiserzeit. Bd. 6. Duncker & Humblot, Berlin 1895.
- Analekten zur Geschichte der deutschen Königswahlen. Lehmann, Freiburg/Br. 1895.
- Über L. v. Ranke und seine Schule. Lehmann, Freiburg/Br. 1895.
- (Hrsg.): Eduard von Simson / Erinnerungen aus seinem Leben. Hirzel, Leipzig 1900.
- (Hrsg.): Annales Mettenses priores (= Monumenta Germaniae historicae, Scriptores 7, Bd. 10). Hahn, Hannover 1905.
- (Hrsg.): Annales Xantenses et Annales Vedastini (= Monumenta Germaniae historicae, Scriptores 7, Bd. 12). Hahn, Hannover 1909.